# Iélenovskoie
Iélenovskoie - Еленовское (rus) - és un poble de la República d'Adiguèsia, a Rússia. Es troba a 10 km a l'est de Krasnogvardéiskoie i a 63 km al nord-oest de Maikop, la capital de la república.
Pertanyen a aquest municipi els khútors de Dogujiev, Pustossiólov i Saràtovski.